# Bjarte Myrhol

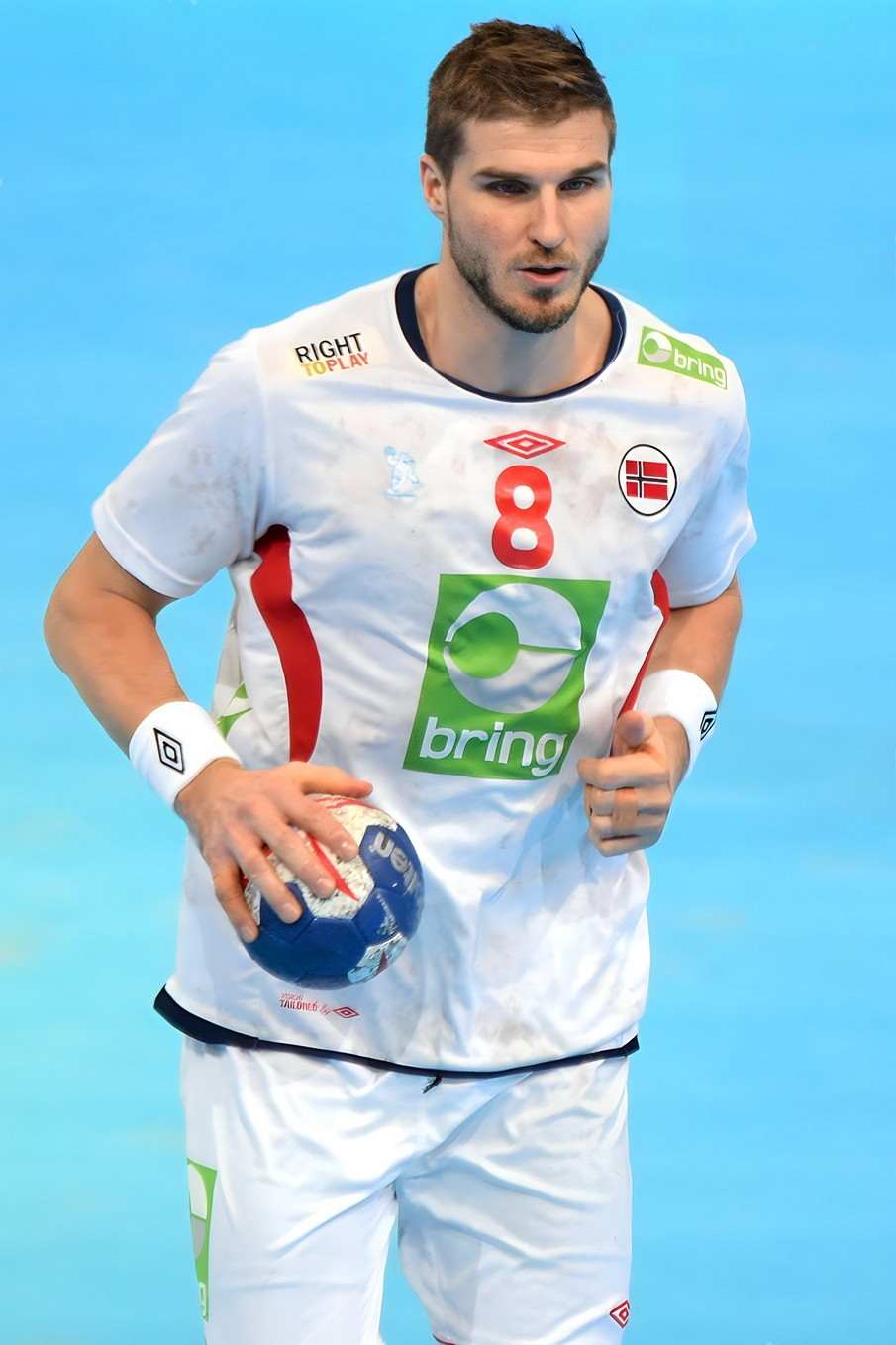
Bjarte Myrhol, 2016.

Bjarte Håkon Myrhol, född 29 maj 1982 i Oslo, är en norsk tidigare handbollsspelare (mittsexa). Han har sedan 2002 spelat 263 landskamper och gjort 803 mål för Norges A-landslag.
I januari 2019 utsågs han av dagstidningen Verdens Gang till Norges näst bästa herrspelare genom tiderna.
Han avslutade sin handbollskarriär 2021 efter OS. Den 3 Juni 2022 meddelades att han skulle göra comeback och spela för THW Kiel resten av säsongen, då Kiel hade skadeproblem.

## Klubbar
- Vestli IL (1987–2002)
- Sandefjord TIF (2002–2005)
- MKB Veszprém KC (2005–2006)
- HSG Nordhorn (2006–2009)
- Rhein-Neckar Löwen (2009–2015)
- Skjern Håndbold (2015–2021)
- THW Kiel (2022)

## Meriter
- EHF-cupmästare två gånger: 2008 (med HSG Nordhorn) och 2013 (med Rhein-Neckar Löwen)
- Norsk mästare två gånger: 2003 och 2004 med Sandefjord TIF
- Norsk ligavinnare 2005 med Sandefjord TIF
- Ungersk mästare 2006 med MKB Veszprém KC
- Dansk mästare 2018 med Skjern Håndbold
- VM-silver 2017 med Norges landslag
- VM-silver 2019 med Norges landslag